# The King of Dragons
The King of Dragons est un jeu vidéo de type beat them all développé et édité par Capcom sur CP System en juillet 1991,.

## Système de jeu
Le système se base sur celui d'un Beat'em all classique de l'époque et multijoueur, qui consiste à tuer tous les ennemis qui nous barrent le passage en utilisant un des cinq guerriers proposés :
le Combattant à l'épée, l'archer, le Nain à la hache, le colosse à la masse et le mage.
Chacun a ses avantages et ses inconvénients :
Le combattant à l'épée est le plus facile à maîtriser et très bon au corps à corps ; il permet d'achever plusieurs ennemis à la fois. Il est extrêmement résistant, cependant il est un peu lent et guère pratique à distance. Au cours du jeu vous amasserez avec lui plusieurs types d'épées : sabre, cimeterre, épée à double tranchant, glaive...
L'archer utilise un arc avec des flèches. C'est le meilleur à distance mais il est très vulnérable au corps à corps, ce qui vous obligera à bouger en permanence pour ne pas prendre de coups. Enfin, ses flèches sont redoutables et plus puissantes que l'épée.
Le Nain attaque avec une hache bipenne, un bouclier et est assez petit de taille. (incomplet)
Le Templier utilise une masse d'arme. Il est très résistant et très bon en attaque, ce qui en fera un adversaire redoutable face aux ennemis légèrement armés. Cependant il est incroyablement lent et sa portée est assez petite pour sa taille immense. Si le jouer préfère le corps à corps, l'épéiste est plus facile à maîtriser.
Le Mage utilise un sceptre magique pour faire tomber plusieurs sorts sur vos ennemis comme la foudre par exemple. Sa portée est moyenne et son attaque assez bonne, mais il est néanmoins plus résistant que l'archer. Enfin, il est très utile pour repousser les ennemis.

## Portages
- Super Nintendo : 1994
- PlayStation Portable : 2006, Capcom Classics Collection Reloaded
- PlayStation 2 : 2006, Capcom Classics Collection Volume 2
- Xbox : 2006, Capcom Classics Collection Volume 2